# 附庸 (中國古代制度)
附庸指中國周朝封地未滿五十里、附屬於諸侯國的小國或小領主，其统治者地位在男以下。按照传统礼法，附庸的地位极低，没有独立完整的主权，需要向领主贡赋、提供劳役。如秦襄公被提升为伯爵之前的秦国。